# ムドホル・ハウンド

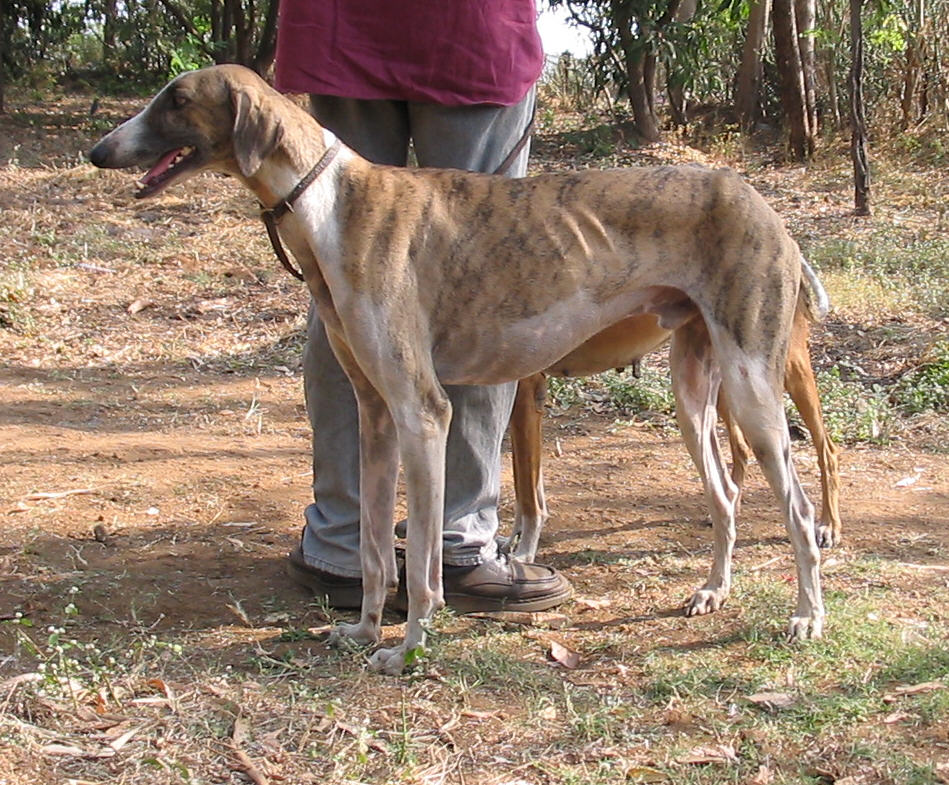
ムドホル・ハウンド

ムドホル・ハウンド（英：Mudhol Hound）は、インドのマハーシュトラ州原産のサイトハウンド犬種のひとつである。別名はマラータ・グレイハウンド（英：Maratha Greyhound）、パシュミ・ハウンド（英：Pashmi Hound）、カナワー・ドッグ（英：Kathewar Dog）など。
キャラバン・ハウンドとは兄弟種関係がある。

## 歴史
アジア系サイトハウンドの一種で、古くから存在したもののひとつである。サルーキが原産地に適応して誕生したとされるが、若干イングリッシュ・グレイハウンドの血も入っているのではないかともいわれている。
主にノウサギやシカ、ジャッカルを狩るのに使われる。視覚で獲物を探し、サイトハウンドの持ち味である俊足で追いかけ、自ら仕留める。現在は獲物となるシカやジャッカルが減少しているため、ノウサギだけを狩ることが増えつつある。又、そのノウサギも若干減少してきていることもあり、今日では番犬やペット、ショードッグなどとして飼育される機会も増加している。
原産地では人気のある犬種だが、近年は無計画にサルーキを雑交させ過ぎている影響により純血性が薄れ、純粋な犬種としては絶滅の危機に瀕している。サルーキが雑交される理由はその優美でありながら力強い特性を取り入れるためで、サルーキはムドホルの先祖であるため雑交しても強い影響はないと考えられていたからである。しかし、無計画に多数のサルーキが雑交されたことや、サルーキからムドホルが派生・進化してから何百年も立ち、遺伝子に大きな違いが現れたことなどのため、結果として雑交配は純血だけでなく品種としての価値を大きく損ねることにつながってしまった。これにより一時純血の家系数が1ケタ台にまで落ち込み、雑交されたが何とかムドホルのスタンダード（犬種基準）を保っている家系も十数家系しか残っていないほど混血具合は深刻であった。しかし、このことを危惧した愛好家の手により純血犬の復元と保護が開始されるようになった。マハーシュトラ州の南にあるカルナータ州にはまだ多くの純血犬が生存していて、この犬を元に繁殖を重ね、混血の犬もこれとの戻し交配によって純血に近い犬を増やすのに大いに活用された。この結果完全に純血の犬と非常に純血に近い犬が増えたが、世界的にはまだ頭数が少ない犬種である。まず原産地とその周辺でしか飼育されていない犬種であり、ほかの地域では見ることのできない犬種である。

## 特徴
洗練されたボディを持つが、サルーキよりも体高が低く、筋肉質の体つきをしている。頭部は小さく、マズルはやや長い。サイトハウンド犬種のため、首、脚、胴、尾も長い。胴はサイトハウンドとしては短めになっているが、これは走る際に小回りを利かせるための特徴である。耳は垂れ耳、尾は飾り毛のないサーベル形の垂れ尾。コートはスムースコートで、兄弟種のキャラバン・ハウンドよりも暑さに強いとされている。毛色はブラック・アンド・タンやホワイト・アンド・ブリンドル、ホワイト、ブラック、タンの3色の混色などがある。体高は雄68〜72cm、雌64〜68cmの大型犬で、 性格は知的で主人家族に忠実、従順だがそれ以外の人にはクールで懐きにくい。狩りのしにくい深い森林などで猟をするタイプのサイトハウンドのため、自己判断力や独立心もある。狩猟本能も旺盛で、獲物を追って駆け回ることが大好きである。かかりやすい病気はあまりわかっていないが、低体重の犬は骨折や難産のリスクが高い点に於いてはほかのサイトハウンド犬種と共通である。運動量は極めて多い。